# José Rodrigues Pereira Júnior
José Rodrigues Pereira Júnior (Pernambuco, c. 1841 — Rio de Janeiro, 12 de dezembro de 1886) foi um político brasileiro.
Natural de Pernambuco, filho do capitão José Rodrigues Pereira, comerciante em Recife, formou-se pela Faculdade de Direito de Recife em 1863, passando a exercer a advocacia.
Em 1868, ingressou na magistratura ao ser nomeado juiz de órfãos do termo de Belém do Pará por decreto de 22 de abril de 1868 Dois anos depois, a seu pedido, foi removido para a vara municipal do mesmo termo, trocando com o bacharel João Maria de Moais Júnior.
Por decreto de 30 de março de 1875, foi nomeado procurador fiscal da tesouraria do Pará, em substituição ao bacharel Domingos Antônio Raiol. Permaneceu neste cargo até o fim de sua vida.
Adepto do Partido Liberal, quando este subiu ao poder, foi nomeado, por decreto de 30 de março de 1879, presidente da província da Paraíba, em substituição ao bacharel Ulisses Machado Pereira Viana. Tomou posse do cargo em 12 de junho de 1879 e aí permaneceu até 30 de abril de 1880. Após algum tempo de licença, reassumiu seu antigo cargo no Pará em 31 de julho do mesmo ano..
Faleceu aos 45 anos, de lesão cardíaca, no Rio de Janeiro, onde se encontrava em tratamento. Seu pai havia falecido cinco meses antes. O corpo foi sepultado no Cemitério São João Batista, naquela capital. Deixou viúva e oito filhos. Era genro do Barão de Mamoré.